# Limbile Portugaliei
Portugalia este un stat independent aflat în Peninsula Iberică, având graniță cu un singur stat: Spania.

## Limba oficială
Limba oficială este portugheza.

## Limbi neoficiale/minoritare
În Portugalia sunt vorbite și alte limbi cum ar fi mirandeza și alte dialecte.